# Potamophylax winneguthi
Potamophylax winneguthi är en nattsländeart som först beskrevs av Klapalek 1902.  Potamophylax winneguthi ingår i släktet Potamophylax och familjen husmasknattsländor. Inga underarter finns listade i Catalogue of Life.